# Ismo Falck
Ismo Kalevi Falck (Paltamo, 22 de agosto de 1966) es un deportista finlandés que compitió en tiro con arco, en la modalidad de arco recurvo.
Participó en dos Juegos Olímpicos de Verano, obteniendo una medalla de plata en Barcelona 1992, en la prueba por equipo (junto con Jari Lipponen y Tomi Poikolainen), y el cuarto lugar en Seúl 1988, en la misma prueba.
Ganó una medalla de plata en el Campeonato Mundial de Tiro con Arco al Aire Libre de 1991 y una medalla de oro en el Campeonato Europeo de Tiro con Arco al Aire Libre de 1994.

## Palmarés internacional
| Juegos Olímpicos                 | Juegos Olímpicos          | Juegos Olímpicos | Juegos Olímpicos |
| Año                              | Lugar                     | Medalla          | Prueba           |
| -------------------------------- | ------------------------- | ---------------- | ---------------- |
| 1992                             | Barcelona (España)        | Medalla de plata | Equipo           |
| Campeonato Mundial al Aire Libre |                           |                  |                  |
| Año                              | Lugar                     | Medalla          | Prueba           |
| 1991                             | Cracovia (Polonia)        | Medalla de plata | Equipo           |
| Campeonato Europeo al Aire Libre |                           |                  |                  |
| Año                              | Lugar                     | Medalla          | Prueba           |
| 1994                             | Nymburk (República Checa) | Medalla de oro   | Equipo           |